# Чиро Ферара
Чиро Ферара (итал. Ciro Ferrara; 11. фебруар 1967) је италијански фудбалски тренер и бивши фудбалер и репрезентативац.

## Каријера

### Клупска
Ферара је родом Наполитанац тако да је 1980. почео тренирати фудбал у јуниорима Наполија. Након четири године пребачен је у сениорски тим и то у време када је клуб довео Дијега Марадону. Чиро Ферара је у првој сезони за Наполи скупио укупно 14 наступа да би у другој постао члан прве екипе. Током „Марадонине ере“ клуб је доминирао италијанским и европским фудбалом а Ферара је био кључан играч те екипе. Наполи је тада био двоструки првак Италије (1987. и 1990) а освојио је и Куп УЕФА (1989)
У лето 1994. Чира Ферару купује торински Јувентус у којем је одмах стављен у први тим. Тако је играч у првој сезони скупио 40 наступа и постигао један гол. Био је један од најбољих централних бекова своје генерације због чега је играо у првих 11 током следећих десет година. Као и са Наполијем, Ферара је и са Јувеом доминирао у Серији А и Европи. У том периоду клуб је имао јак одбрамбени ред а Ферара је у одбрани сарађивао са импресивним низом саиграча. То су били Марк Јулијано, Морено Торичели, Паоло Монтеро, Ђанлука Песото, Лилијан Тирам, Алесандро Бириндели, Игор Тудор, Ђанлука Замброта, Никола Легротаље и Фабио Канаваро. Сматрало се да је Јувентус у том периоду имао најбољу одбрану на свету.
У последњој сезони 2004/05. саиграчи у одбрани били су му Марк Јулијано и ветеран Паоло Монтеро. Завршетком сезоне у којој је клуб освојио наслов првака (који му је касније одузет) Монтеро се вратио у родни Уругвај, Јулијано је прешао у Мајорку док је Ферара са 38 година завршио играчку каријеру.

### Репрезентативна
Чиро Ферара је за Италију скупио укупно 49 наступа. Међутим, његова бриљантност никада није у потпуности реализована на репрезентативном нивоу. Можда је разлог томе превелика конкуренција коју су на почетку чинили врхунски бекови као што су Франко Барези, Алесандро Костакурта, Мауро Тасоти, Рикардо Фери , Ђузепе Бергоми, Ђанлука Песото и Паоло Малдини а касније Фабио Канаваро, Алесандро Неста и Ђорђо Кјелини. То је можда било највидљивије 1998. године када је Ферара био на врхунцу каријере али ипак није стављен на списак репрезентативаца за Светско првенство у Француској.
На Светском првенству 1990. и Европском првенству 2000. скупио је по један наступ за национални састав. На тим турнирима Италија је освојила бронзу, односно сребро.

## Тренерска каријера
Ферара је у два наврата био асистент у италијанској репрезентацији. Први пут је у периоду од 2005. до 2006. био помоћник Марчелу Липију у генерацији која је 2006. постала светски првак. Повратком Липија на селекторску клупу, Ферара је 2008. по други пут постао асистент у националном тиму.
Са бившим клупским саиграчем Ђанлуком Песотом био је један од тренера Јувентусовог омладинског погона да би 5. јуна 2009. преузео сениорски тим који је водио наредну сезону. Будући да са клубом није остварио значајне резултате, Ферара је отпуштен а Јувентус је до краја сезоне водио Алберто Закерони.
Дана 22. октобра 2010. Чиро Ферара је именован селектором италијанске репрезентације до 21. године, док му је бивши саиграч Анђело Перуци постао асистент. Под његовим вођством млади Азури су све до септембра 2012. били непобедиви у квалификацијама за Европско У21 првенство 2013. године.
Ферара је 2. јула 2012. напустио селекторско место и преузео Сампдорију која се тада квалификовала у Серију А. Тим је водио све до 17. децембра 2012. када је отпуштен због лоших резултата.

## Успеси

### Клупски
Наполи
- Серија А: 1986/87, 1989/90
- Куп УЕФА: 1988/89.
- Куп Италије: 1986/87.
- Суперкуп Италије: 1990.

Јувентус
- Серија А: 1994/95, 1996/97, 1997/98, 2001/02, 2002/03, 2004/05. [nb 1]
- УЕФА Лига шампиона: 1995/96.
- Интерконтинентални куп : 1996.
- УЕФА суперкуп: 1996.
- Куп Италије: 1994/95.
- Суперкуп Италије: 1995, 1997, 2002, 2003.
- Интертото куп: 1999

### Репрезентативни
Италија
- Светско првенство - треће место: 1990.
- Европско првенство - вицешампион: 2000.